# Robert Ier de Bellême
Pour les articles homonymes, voir Robert Ier et Robert de Bellême.
Robert Ier de Bellême († entre 1030 et 1040), fut le 3e seigneur de Bellême.

## Biographie
Il apparaît pour la première fois lors de la charte de fondation de l'abbaye de Lonlay, où il est qualifié de miles.
Au début du règne de Robert le Magnifique, alors que son père est contraint à la reddition au château d'Alençon, Robert et Foulques, ses enfants, mènent des pillages depuis un refuge sans doute situé dans la forêt de Blavou. Une troupe est envoyée par le duc. Foulques est tué, Robert est blessé. Guillaume Ier de Bellême meurt peu après.
Aucun repère chronologique n'existe. Il n'existe aucun texte de sa main et Orderic Vital ne précise rien non plus, si ce n'est que sa seigneurie a dû être courte.
Orderic rapporte qu'au cours d'une expédition contre le Maine, vraisemblablement menée depuis le Saosnois, il est fait prisonnier et retenu au château de Ballon. Il y restera pendant deux années avant qu'une opération pour le secourir ne soit conduite par Guillaume Giroie avec les autres « Grands » de la seigneurie. Il est massacré à  la hache par ses gardiens, exécution qui est confirmée par une notice du Cartulaire de Saint-Père-de-Chartres. Orderic Vital donne le nom des « fils de Gautier de Sordenia ou de Gautier Sorus » comme étant à l'origine du meurtre.
Sa date de décès est traditionnellement fixée entre 1031 et 1034, suivant l'interpolation du texte de Guillaume de Jumièges. Mais cette datation est arbitraire et sujette à la place que prend le récit interpolé dans le texte. Il faut se contenter d'une fourchette comprise entre 1030 et 1040.
Son oncle, Yves II de Bellême, lui succède.

## Descendance
Il a eu 2 fils bâtards :
- Guérin ;
- Guillaume.

Ils apparaissent après 1050 dans l'entourage de leur oncle Yves, évêque de Sées. Guillaume paraît tenir des terres près de Contilly. C'est peut-être Guillaume, cité Warinus de Belismo qui souscrit dans une donation au roi des Francs Philippe Ier en 1075 à Orléans.